# Paracephala
Paracephala es un género de escarabajos de la familia Buprestidae.

## Especies
- Paracephala aenea Blackburn, 1891
- Paracephala borea Bellamy, 1988
- Paracephala deserta Bellamy, 1988
- Paracephala hesperia Bellamy, 1988
- Paracephala murina Thomson, 1878
- Paracephala occidentalis (Macleay, 1888)
- Paracephala pistacina (Hope, 1846)